# Patinação artística nos Jogos Olímpicos de Inverno de 1976 - Individual masculino
A competição individual masculina da patinação artística nos Jogos Olímpicos de Inverno de 1976 foi disputado entre 20 patinadores.

## Medalhistas
| Ouro   | GBR John Curry       |
| Prata  | URS Vladimir Kovalev |
| Bronze | CAN Toller Cranston  |

## Resultados
| #                 | Nome                   | País                  | CF | PC | PL | Pontos | Pos. |
| ----------------- | ---------------------- | --------------------- | -- | -- | -- | ------ | ---- |
| Medalha de ouro   | John Curry             | GBR Grã-Bretanha      | 2  | 2  | 1  | 192.74 | 11   |
| Medalha de prata  | Vladimir Kovalev       | URS União Soviética   | 3  | 6  | 4  | 187.64 | 28   |
| Medalha de bronze | Toller Cranston        | CAN Canadá            | 7  | 1  | 2  | 187.38 | 30   |
| 4                 | Jan Hoffmann           | GDR Alemanha Oriental | 4  | 9  | 5  | 187.34 | 34   |
| 5                 | Sergei Volkov          | URS União Soviética   | 1  | 5  | 9  | 184.08 | 53   |
| 6                 | David Santee           | USA Estados Unidos    | 5  | 4  | 6  | 184.28 | 49   |
| 7                 | Terry Kubicka          | USA Estados Unidos    | 11 | 10 | 3  | 183.30 | 56   |
| 8                 | Yuri Ovchinnikov       | URS União Soviética   | 12 | 8  | 7  | 180.04 | 75   |
| 9                 | Minoru Sano            | JPN Japão             | 9  | 7  | 10 | 178.72 | 79   |
| 10                | Robin Cousins          | GBR Grã-Bretanha      | 14 | 11 | 8  | 178.14 | 83   |
| 11                | Mitsuru Matsumura      | JPN Japão             | 16 | 12 | 11 | 172.48 | 99   |
| 12                | Zdenek Pazdirek        | TCH Checoslováquia    | 8  | 13 | 12 | 172.48 | 106  |
| 13                | Pekka Leskinen         | FIN Finlândia         | 13 | 14 | 14 | 166.98 | 119  |
| 14                | Stan Bohonek           | CAN Canadá            | 17 | 15 | 13 | 165.88 | 124  |
| 15                | Jean-Christophe Simond | FRA França            | 18 | 16 | 15 | 159.44 | 137  |
| 16                | Glyn Jones             | GBR Grã-Bretanha      | 19 | 17 | 16 | 157.24 | 141  |
| WD                | Ron Shaver             | CAN Canadá            | 6  | 3  |    |        |      |
| WD                | Laszlo Vajda           | HUN Hungria           | 10 |    |    |        |      |
| WD                | Ronald Koppelent       | AUT Áustria           | 15 |    |    |        |      |
| WD                | William Schober        | AUS Austrália         | 20 |    |    |        |      |

Legenda
| Recorde mundial      | Recorde mundial (World record)               |                       | Recorde africano                      | Recorde africano (African) |                                           | Q | Classificado por posição (Qualified) |
| Recorde olímpico     | Recorde olímpico (Olympic record)            | Recorde da América    | Recorde da América (Americas)         | q                          | Classificado por melhor tempo (Qualified) |   |                                      |
| Melhor marca do ano  | Melhor marca do ano (World leading)          | Recorde asiático      | Recorde asiático (Asian)              | DNS                        | Não largou (Did not start)                |   |                                      |
| Recorde nacional     | Recorde nacional (National record)           | Recorde europeu       | Recorde europeu (European)            | DNF                        | Não terminou (Did not finish)             |   |                                      |
| Recorde pessoal      | Recorde pessoal do atleta (Personal best)    | Recorde da Oceania    | Recorde da Oceania (Oceania)          | DSQ / DQ                   | Desclassificado (Disqualified)            |   |                                      |
| Recorde da temporada | Recorde da temporada do atleta (Season best) | Recorde sul-americano | Recorde sul-americano (South America) | NM                         | Sem marca (No mark)                       |   |                                      |